# Апенински дъждовник
Апенински дъждовник (Speleomantes italicus), наричан също италиански пещерен дъждовник, е вид земноводно от семейство Plethodontidae. Видът е почти застрашен от изчезване.

## Разпространение
Разпространен е в Италия.